# Keskisuomalainen
Keskisuomalainen est un journal finlandais publié à Jyväskylä, et qui concerne la Finlande-Centrale.  

## Historique
Fondé en 1871, c'est le plus ancien périodique de langue finnoise. 
Il tient le 5e rang en termes de distribution parmi les quotidiens finlandais.
En janvier 2007, il est distribué à 76 000 exemplaires.
Son nom d'origine est Keski-Suomi (en français : Finlande centrale) dont la publication débute le 7 janvier 1871, et son nom actuel sera adopté en 1918.
Sa maison mère  Keskisuomalainen Oyj jouit d'un quasi-monopole de la publication de journaux en Finlande centrale.

## Rédacteur en chef
Les rédacteur en chef de Keski-Suomi puis de Keskisuomalaisen :
- Heikki Fabian Helminen, 1871–1873, 1881–1885
- Johan Ferdinand Canth, 1874–1875
- Karl Jacob Gummerus, 1876–1877, 1880
- K. J. Högman, 1878–1879
- Juhani Aho, 1886
- Eero Erkko, 1887–1889
- Teuvo Pakkala, 1890–1891
- Kaarlo Forsgren (Korpilahti), 1891–1892
- Kyösti Kanniainen, 1893–1906
- Waltteri Wuorelainen, 1906–1910
- K. A. Järvi, 1910–1912
- Heikki Hyppönen, 1913–1918, 1919–1928
- Antero Selänne, 1918–1919
- Torsten Kaukoranta, 1928–1932
- Anttoni Takala, 1932–1947
- Martti Emanuel Juusela, 1947–1973
- Heikki Juusela, 1973–1975
- Erkki Laatikainen, 1975–31.8.2008
- Pekka Mervola, 1.9.2008 -